# 愛宕神社 (京都市左京区)
愛宕神社 (あたごじんじゃ) は京都府京都市左京区岩倉木野町にある神社。旧社格は村社。木野愛宕神社とも呼ばれる。

## 由緒
創建は文禄年間 (1592-1595)。葛野郡嵯峨の愛宕神社・野々宮社で神職を勤めていた木野の土器師らが、木野山の麓に新宮を造営し、愛宕山より愛宕神社、麓の嵯峨より野々宮社を勧請した。

## 境内社
- 皇大神宮（神明社）

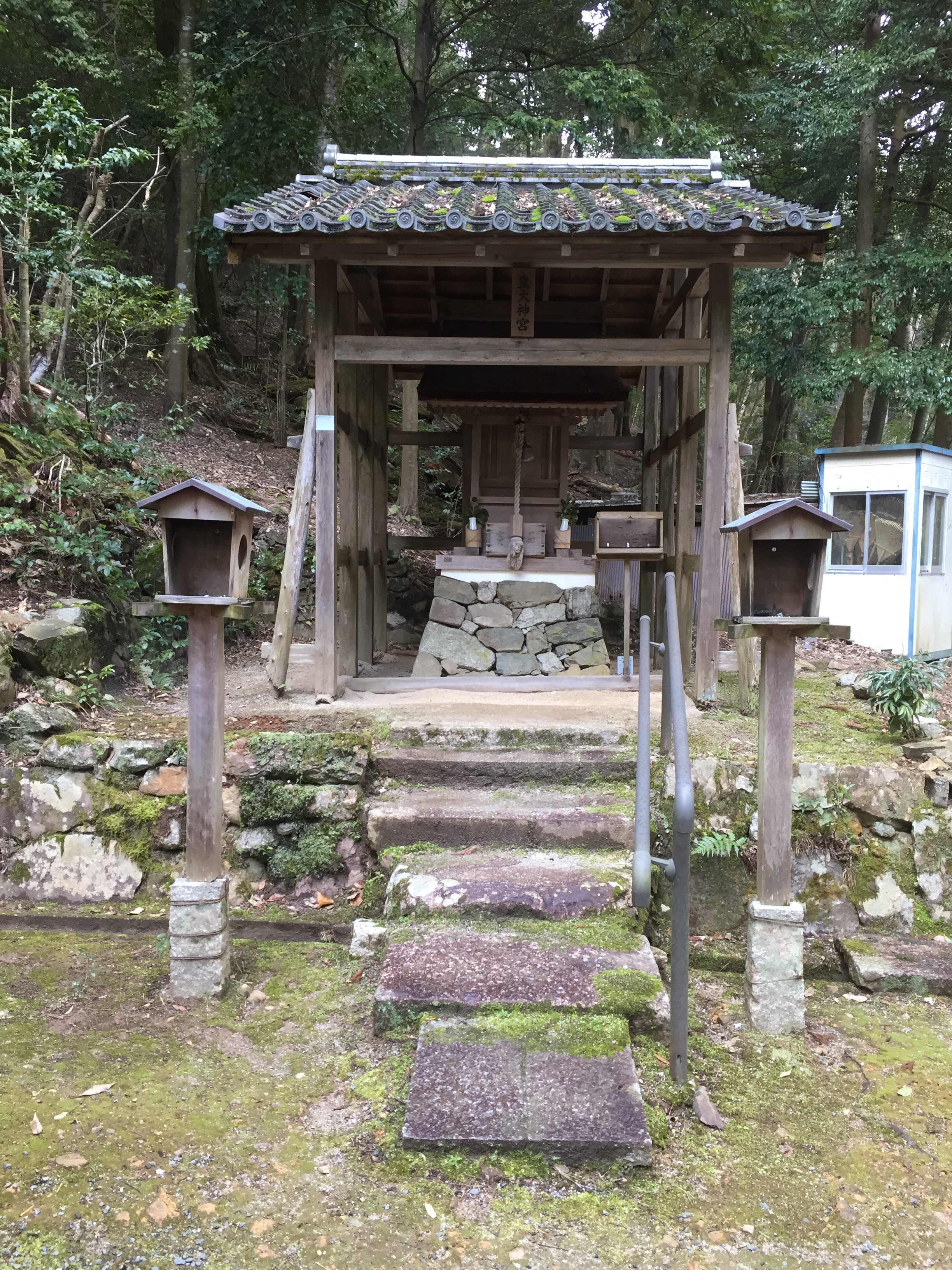
皇大神宮 (神明社)

- 八幡社
- 稲荷社
- 小稲荷社

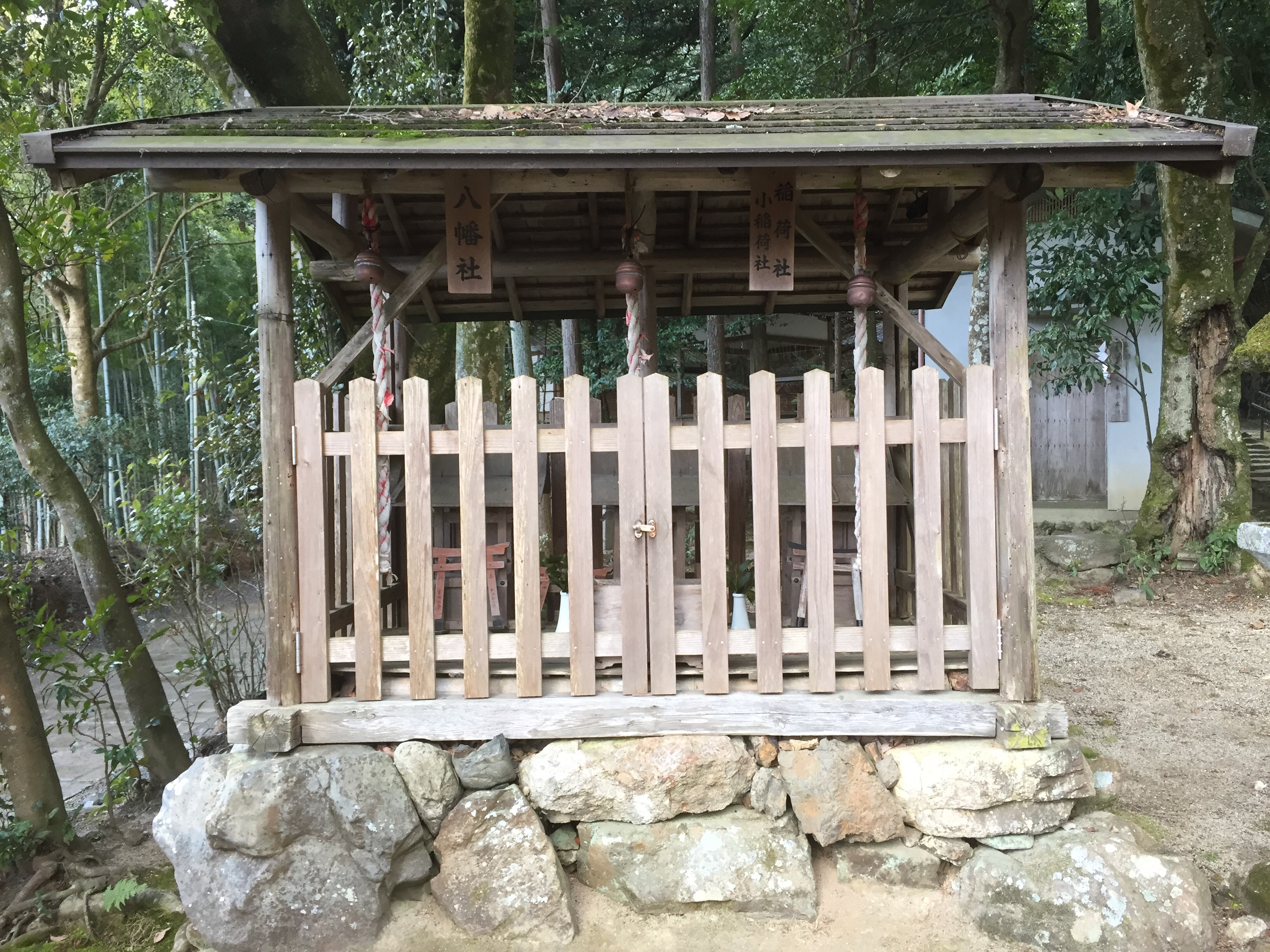
左から八幡社・小稲荷社・稲荷社